# Testwell CMTJava
Testwell CMTJava outil de mesure de complexité de code pour Java est un outil d'analyse de code statique qui mesure la complexité de code pour les logiciels écrit en Java.
L'outil analyse les métriques des lignes de code (LOC), les métriques d'Halstead, le nombre cyclomatique de McCabe (vG) et l'index de maintenabilité (Maintainability Index).
Testwell CMTJava fournit des formats de sortie spécifiques pour les développeurs, les testeurs et les managers. Ces différents formats sont HTML, XML, CSV et PDF.
Testwell CMT++ est un outil qui a les mêmes fonctionnalités pour l'analyse de code des projets écrit en C et C++.
Testwell CMT++ et Testwell CMTJava fonctionnent avec les plateformes  Windows, Linux, Solaris et HP-UX. 
Ces deux outils ont été développés par la société Testwell Oy à Tampere en Finlande.
Verifysoft Technology GmbH (Offenbourg) distribue Testwell CMT++ et Testwell CMTJava en France, au Benelux, en Suisse et dans d'autres pays européens.